# Хатчинсон, Бен
Бе́нджамин Ллойд Фи́ллип Ха́тчинсон (англ. Benjamin Lloyd Phillip Hutchinson; 27 ноября 1987, Ноттингем, Ноттингемшир, Англия), более известный как Бен Ха́тчинсон (англ. Ben Hutchinson) — английский футболист ямайского происхождения, нападающий.

## Клубная карьера

### Ранние годы
Бен родился 27 ноября 1987 года в английском городе Ноттингем.
Первой командой Хатчинсона стал клуб «Арнольд Таун». В сезоне 2005/06 Бен в составе «орлов» принял участие в Молодёжном кубке Англии, где своей игрой привлёк внимание со стороны «больших» клубов. После того, как нападающий в одном из матчей забил четыре мяча в ворота соперников, к нему обратились представители «Мидлсбро» с предложением продолжения футбольного образования в Академии «речников», на которое игрок ответил согласием.
Сделка между «Боро» и «Арнольд Таун» была полностью завершена в январе 2006 года. По ней клуб из Северного Йоркшира заплатил «орлам» за футболиста 100 тысяч фунтов стерлингов.

### «Мидлсбро»
По приходе в стан «речников» Бен для обретения опыта был сразу же отдан в полугодичную аренду в клуб «Биллингем Синтония», за который провёл 14 игр, забил семь голов.
На старте сезона 2007/08 Хатчинсон, играя в дублирующей команде «Боро», три раза поразил ворота соперников в первых трёх матчах, после чего был переведён в первый состав «Мидлсбро». 26 сентября 2007 года Бен был включён в заявку «речников» на игру в рамках Кубка Футбольной лиги против «Тоттенхэм Хотспур», но дебютировать во «взрослом» футболе не смог, весь поединок проведя на скамейке запасных. 7 октября, заменив Тома Крэддока на 59-й минуте поединка с «Манчестер Сити», Хатчинсон дебютировал в первом составе «Боро». В той же игре он забил свой первый гол в английской Премьер-лиге, поразив ворота «горожан» в самом конце матча. 5 января 2008 года Бен впервые вышел в стартовом составе «Мидлсбро» — случилось это в поединке пятого раунда Кубка Англии против «Бристоль Сити».

### «Селтик»
26 января того же года Хатчинсон подписал предварительный контракт с шотландским «Селтиком», по которому он должен был присоединиться к «кельтам» по окончании сезона 2007/08. Через пять дней, получив разрешение от руководства «Мидлсбро», Бен смог покинуть клуб немедленно без платы. В тот же день англичанин официально стал игроком глазговской команды.
16 февраля состоялся дебют Хатчинсона в бело-зелёной футболке своего нового клуба — он вышел на замену вместо Скотта Макдональда в матче с «Харт оф Мидлотиан». Но из-за череды травм закрепиться в первом составе «Селтика» Бен не смог.

### «Суиндон Таун»
27 августа 2008 года руководство «Селтика» отдало Бена в полугодичную аренду в «Суиндон Таун». Также по ссудному соглашению вместе с Хатчинсоном в стан английской команды перебрался его одноклубник Саймон Ферри. За уилтширский клуб Бен сыграл 15 игр, забил один гол — 3 октября в ворота «Брентфорда».

### «Данди»
1 февраля 2010 года Хатчинсон отправился в очередную аренду — новым временным работодателем англичанина стал шотландский коллектив «Данди». 6 февраля Бен дебютировал за «тёмно-синих» в матче Кубка страны с «Эйр Юнайтед». В том же поединке Хатчинсон забил свой первый гол в «Данди».

### «Линкольн Сити»
18 августа 2010 года Бен по годичному арендному договору перешёл в английский «Линкольн Сити». Через три дня Хатчинсон впервые сыграл в официальном матче за свою новую команду, соперником «Сити» в тот день был «Джиллингем». 4 сентября нападающий забил свой первый гол за «Линкольн», поразив ворота «Честерфилда».
По окончании сезона 2010/11 контракт Хатчинсона с «Селтиком» истёк, и он стал свободным агентом.

### «Килмарнок»
19 июля 2011 года Бен подписал 6-месячный контракт с другим клубом шотландской Премьер-лиги — «Килмарноком». 24 июля Хатчинсон дебютировал в составе «килли», отыграв полный матч против «Данди Юнайтед». 20 сентября форвард забил свой первый гол за клуб с «Регби Парк», отличившись в поединке Кубке шотландской лиги с «Куин оф зе Саут».

### «Мансфилд Таун»
1 января 2012 года краткосрочный контракт Хатчинсона с «Килмарноком» истёк. Ранее нападающий подписал соглашение с клубом английской Национальной Конференции «Мансфилд Таун», состав которого он и пополнил в первый день 2012 года. 7 января Бен впервые защищал цвета «оленей» в официальном матче, выйдя на замену на 89-й минуте поединка против «Форест Грин Роверс». 21 января Хатчинсон впервые отличился голом за «Мансфилд», нанеся точный результативный удар с одиннадцатиметровой отметки на 90-й минуте матча с «Хейз энд Идинг Юнайтед». Забитый мяч оказался победным для его команды: окончательный счёт поединка — 3:2 в пользу «оленей».

### Клубная статистика
| Клуб                          | Сезон                         | Чемпионат | Чемпионат | Кубок | Кубок | Кубок Лиги | Кубок Лиги | Трофей Футбольной Лиги | Трофей Футбольной Лиги | Еврокубки | Еврокубки | Итого | Итого |
| Клуб                          | Сезон                         | Игры      | Голы      | Игры  | Голы  | Игры       | Голы       | Игры                   | Голы                   | Игры      | Голы      | Игры  | Голы  |
| ----------------------------- | ----------------------------- | --------- | --------- | ----- | ----- | ---------- | ---------- | ---------------------- | ---------------------- | --------- | --------- | ----- | ----- |
| Биллингем Синтония            | 2006/07                       | 14        | 7         | —     | —     | —          | —          | —                      | —                      | —         | —         | 14    | 7     |
| Всего за «Биллингем Синтония» | Всего за «Биллингем Синтония» | 14        | 7         | 0     | 0     | 0          | 0          | 0                      | 0                      | 0         | 0         | 14    | 7     |
| Мидлсбро                      | 2007/08                       | 8         | 1         | 1     | 0     | —          | —          | —                      | —                      | —         | —         | 9     | 1     |
| Всего за «Мидлсбро»           | Всего за «Мидлсбро»           | 8         | 1         | 1     | 0     | 0          | 0          | 0                      | 0                      | 0         | 0         | 9     | 1     |
| Селтик                        | 2007/08                       | 2         | 0         | —     | —     | —          | —          | —                      | —                      | —         | —         | 2     | 0     |
| Селтик                        | 2008/09                       | 3         | 0         | —     | —     | —          | —          | —                      | —                      | 1         | 0         | 4     | 0     |
| Всего за «Селтик»             | Всего за «Селтик»             | 5         | 0         | 0     | 0     | 0          | 0          | 0                      | 0                      | 1         | 0         | 6     | 0     |
| Суиндон Таун                  | 2009/10                       | 10        | 1         | 3     | 0     | —          | —          | 2                      | 0                      | —         | —         | 15    | 1     |
| Всего за «Суиндон Таун»       | Всего за «Суиндон Таун»       | 10        | 1         | 3     | 0     | 0          | 0          | 2                      | 0                      | 0         | 0         | 15    | 1     |
| Данди                         | 2009/10                       | 9         | 1         | 1     | 1     | —          | —          | —                      | —                      | —         | —         | 10    | 1     |
| Всего за «Данди»              | Всего за «Данди»              | 9         | 1         | 1     | 1     | 0          | 0          | 0                      | 0                      | 0         | 0         | 10    | 2     |
| Линкольн Сити                 | 2010/11                       | 36        | 4         | 3     | 0     | —          | —          | 1                      | 0                      | —         | —         | 40    | 4     |
| Всего за «Линкольн Сити»      | Всего за «Линкольн Сити»      | 36        | 4         | 3     | 0     | 0          | 0          | 1                      | 0                      | 0         | 0         | 40    | 4     |
| Килмарнок                     | 2011/12                       | 4         | 0         | —     | —     | 1          | 1          | —                      | —                      | —         | —         | 5     | 1     |
| Всего за «Килмарнок»          | Всего за «Килмарнок»          | 4         | 0         | 0     | 0     | 1          | 1          | 0                      | 0                      | 0         | 0         | 5     | 1     |
| Мансфилд Таун                 | 2011/12                       | 12        | 1         | —     | —     | —          | —          | —                      | —                      | —         | —         | 12    | 1     |
| Мансфилд Таун                 | 2012/13                       | 10        | 4         | 5     | 0     | —          | —          | 1                      | 0                      | —         | —         | 16    | 4     |
| Мансфилд Таун                 | 2013/14                       | 16        | 2         | 2     | 0     | —          | —          | —                      | —                      | —         | —         | 18    | 2     |
| Всего за «Мансфилд Таун»      | Всего за «Мансфилд Таун»      | 38        | 7         | 7     | 0     | 0          | 0          | 1                      | 0                      | 0         | 0         | 46    | 7     |
| Нанитон Таун                  | 2014/15                       | 11        | 0         | 2     | 0     | —          | —          | —                      | —                      | —         | —         | 13    | 0     |
| Всего за «Нанитон Таун»       | Всего за «Нанитон Таун»       | 11        | 0         | 2     | 0     | 1          | 1          | 0                      | 0                      | 0         | 0         | 13    | 0     |
| Всего за карьеру              | Всего за карьеру              | 135       | 21        | 17    | 1     | 1          | 1          | 4                      | 0                      | 1         | 0         | 158   | 23    |

(откорректировано по состоянию на 18 октября 2014)